# False Alarm (gruppo musicale)
False Alarm sono un gruppo punk rock statunitense fondato in California, Beverly Hills nel 1982.

## Storia del gruppo
Nel 1981 a Los Angeles i fratelli Floyd e Paul Aragon fondano una band chiamata Bad Influence, l'anno successivo cambiano nome in False Alarm in questa prima formazione vi milita anche Fat Mike dopo leader dei NOFX, nel 1983 la band e già sciolta.
Nel 1996 Floyd Aragon rifonda la band con nuovi dei nuovi elementi ora la band e così formata, Paul Aragon (voce), Brent Alden (basso), Dylan Maunder (chitarra), and Art Chianello (batteria), registrano nuovo materiale e reincidono vecchi brani risalenti al primo periodo, danno alle stampe un CD intitolato "Learning Is Impossible", nel 1999 la band si scioglie.
Nel 2001 si riformano cambiando solo il cantante (Paul Aragon) sostituito da Dylan Maunder iniziano a registrare un album nel frattempo si unisce alla band Paul Kostabi (ex Youth Gone Mad, White Zombie, Psychotica), Paul Kostabi ha collaborato anche con Dee Dee Ramone sia come musicista che come pittore infatti la copertina dell'album “Fuck 'em all we've all ready (now) won!” e una loro creazione.
In questo album collabora anche Cheetah Chrome (ex Dead Boys e Rocket from the Tombs) come chitarra solista in diverse tracce del CD e canta anche una canzone, altri artisti della scena underground punk di Los Angeles che hanno collaborato alla stesura dell'album sono, De De Troit (U.X.A.), Rick Wilder(Mau-Mau's, Berlin Brats), per questioni tecniche l'album è stato pubblicato solo nel 2006, esce anche la versione Europea nel 2009 pubblicato dalla label Nicotine Records.

## Discografia
Albums
- 1998 — Learning Is Impossible
- 2006 — Fuck ‘Em All We've All Ready (Now) Won!
- 2009 — False Alarm / Youth Gone Mad

7"
- 2002 — Meatball Sandwich (b/w Youth Gone Mad)
- 2007 — Tell Me Who I Am (b/w Frogman From Mars)